# NGC 949
NGC 949 (również PGC 9566 lub UGC 1983) – galaktyka spiralna (Sb), znajdująca się w gwiazdozbiorze Trójkąta. Odkrył ją William Herschel 21 września 1786 roku. Jest położona około 30 milionów lat świetlnych od Ziemi.